# Djebel Chambi
Il Djebel Chambi (1.544 m s.l.m. - in arabo جبل الشعانبي, Jabal ash-Sha'ānabī; anche Monte Ash-Sha'nabi) è la montagna più alta della Tunisia, facente parte della Dorsale tunisina. Ha un'altitudine di 1.544 m ed è la montagna più alta del paese. Sorge sopra la città di Kasserine nella Tunisia centro-occidentale. La vetta è ricoperta da una foresta di pini e fa parte del Parco nazionale di Chambi, istituito nel 1980.

## Descrizione
Djebel Chambi è un picco dei monti di Tébessa all'estremità orientale delle montagne dell'Atlante nel centro-ovest della Tunisia, 17 km a nord-ovest della città di Kasserine ea pochi chilometri dal confine algerino. Attraverso una carrareccia (pista adatta a veicoli fuoristrada) si può raggiungere un'altitudine di 1.300 m,  poi una camminata di due ore conduce alla vetta. Furono Les Scouts Tunisiens, (l'associazione scout tunisina), all'indomani dell'indipendenza del paese nel 1956, a collocare una mezzaluna di metallo, simbolo dell'Islam, per segnare la loro ascesa.
Questa montagna calcarea è profondamente scavata e bruciata dall'erosione. È composta da caliche, una roccia sedimentaria, un cemento naturale indurito di carbonato di calcio che lega insieme altri materiali. Sembra che ci siano stati tre cicli di sedimentazione, con gli strati separati da bande rosse di palygorskite, un deposito detritico argilloso.
Dal dicembre 2012, Djebel Chambi è teatro di numerose operazioni militari delle forze armate tunisine contro gruppi di terroristi islamici nascosti nelle grotte della montagna.

## Riserva della biosfera
L'UNESCO ha designato Djebel Chambi come riserva della biosfera nel 1977. L'area totale della riserva è di 43.723 ettari , con un'area centrale di 6.723 ettari.  Circa 8.000 persone vivono all'interno della riserva, per lo più agricoltori di sussistenza che allevano bestiame, coltivano cereali, allevano api e coltivano alberi come coltura da piantagione. L'area centrale è stata inaugurata come Parco Nazionale Chambi nel 1980 per proteggere l'ambiente naturale della montagna.

## Flora
Alcune comunità vegetali del monte sono dominate da leccio, Stipa fontanesii , Stipa senecia, Sorbus aria e Cotoneaster nummularius. Altrove si trovano foreste contenenti Pinus halepensis, rosmarino, Globularia alypum e ginepro fenicio. Sulle pendici inferiori si trovano praterie steppiche con sparto.

## Fauna
La fauna è rappresentata da 24 specie di mammiferi, tra le quali la gazzella dell'Atlante o gazzella di Cuvier, animale simbolo del parco, e l'ammotrago, due specie protette che attualmente contano tra 200 e 300 individui. Trae beneficio delle misure di protezione anche una ricca avifauna: pernice sarda, crociere comune, capovaccaio, sparviere eurasiatico, aquila di Bonelli, falco pellegrino, ecc.